# Lady of the Glen
Lady of the Glen: A Novel of 17th-Century Scotland and the Massacre of Glencoe é um romance de ficção histórica de 1996 escrito pela autora americana Jennifer Roberson. É uma renarração do Massacre de Glencoe ocorrido em 1692, e centra-se no romance de Catriona do Clã Campbell e Alasdair Og MacDonald do clã rival Donald.
Roberson se sentiu inspirada a escrever o romance depois de saber do massacre em uma aula de história britânica, tendo esperado 25 anos até que se sentisse pronta para isso. Lady of the Glen foi publicado pela editora Kensington Books em abril de 1996, com a ilustração da capa feita por Yvonne Gilbert. O livro foi traduzido para o idioma alemão em 2001.

## Sinopse
O romance é ambientado em 1692 durante os eventos do Massacre de Glencoe, ocorrido ordenado pelo rei William III. Catriona, pertencente do Clã Campbell, filha do proprietário de terras Glenlyon, se apaixona por Alasdair Og MacDonald, membro do Clã Donald, maior rival do Clã Campbell. Em agosto de 1691, William oferece perdão a todos os clãs das montanhas devido a participação dos clãs nos levantes jacobitas, assim eles teriam que fazer um juramento de fidelidade na frente de um magistrado antes do primeiro dia de 1692. Alasdair recebe a mensagem em meados de dezembro e se esforça para cumprir este prazo, entretanto, as condições do inverno escocês o atrapalha. O casal precisa suportar as maquinações políticas do rei William e os jacobitas.

## Desenvolvimento
Jennifer Roberson se sentiu inspirada a escrever Lady of the Glen depois que tomou conhecimento do Massacre de Glencoe numa aula de história britânica na Universidade do Norte do Arizona. Ela pensou que "isso poderia virar um conto incrível". A autora esperou 25 anos até sentir-se pronta para escrevê-lo, pois queria criar uma narrativa fiel aos acontecimentos. Iniciou sua pesquisa em 1985, tendo usado o estudo Glencoe feito em 1966 por John Prebble, visitando inclusive o local do próprio massacre. Roberson admitiu que, enquanto desejava atingir a precisão histórica, ela "ocasionalmente se baseou em suposições e interpretações pessoais, e, quando necessário, comprimiu de forma significativa o período cronológico dos eventos para melhorar a história."
Segundo Roberson, as personagens principais são baseadas em pessoas reais; de fato, existiu um MacDonald que queria se casar com uma integrante do clã Campbell, parente de Robert Campbell de Glenlyon. No entanto, ela alterou o nome da personagem de Sarah para Catriona, fazendo dela a filha do latifundiário, não sua sobrinha. Posteriormente, a autora listou Lady of the Glen entre suas obras favoritas.

## Lançamento e recepção
O romance foi lançado em abril de 1996 pela editora Kensington Books. A arte da capa foi feita pela ilustradora Yvonne Gilbert. Uma versão em alemão foi publicada em 2001. Numa entrevista em 2007, Roberson declarou que, de todos os seus dramas épicos, Lady of the Glen era o mais adequado para ser adaptado ao cinema, afirmando que adoraria ver Sean Connery no papel de Senhor MacDonald.
O Publishers Weekly avaliou Lady of the Glen de forma mista, criticando-o por "oferecer apenas uma pitada de suspense", devido os constantes flash-forwards presentes no livro. No entanto, a publicação elogiou a criação de uma "autêntica atmosfera escocesa", "o que não veio a ser uma surpresa, pois se trata de uma autora de fantasias e romances aclamados." A análise concluiu que aqueles que gostaram do romance Lady of the Forest de 1992 também iriam gostar de Lady of the Glen". Outro revisor descreveu o livro como sendo "um prazer", e a Kensington Publishing considerou o tema do romance "semelhante aos dos filmes Rob Roy e Braveheart". Lady of the Glen foi listado entre os romances favoritos de ficção histórica ambientados na Escócia da autora Willa Blair.